# Epitola staudingeri
Epitola staudingeri är en fjärilsart som beskrevs av Kirby 1890. Epitola staudingeri ingår i släktet Epitola och familjen juvelvingar. Inga underarter finns listade i Catalogue of Life.